# Topsy Küppers
Topsy Küppers (Aachen, 17 de agosto de 1931-14 de junio de 2025) fue una escritora, cantante, soubrette, actriz y directora de teatro austriaca de origen alemán. 

## Biografía
Nacida en Alemania en 1931, desde su juventud, Küppers emigró junto a su familia a Austria durante el régimen nazi, donde finalmente desarrolló su multifacética trayectoria. Como escritora, le dio vida a algunos libros como Freie Bühne Wieden y Hellseher und Magier. Como actriz, actuó en algunas películas y series, pero se destacó por su performance en teatro, donde dirigió y actuó en su Teatro Freie Bühne Wieden, inaugurado en 1976. Durante los veinticinco años que dirigió el teatro (hasta 2001), se destactó por su lucha contra la misoginia, antisemitismo y fascismo, con obras musicales como Gehackte Zores, Scandaleuses y Heiteres und so Weiteres.
En estas obras, Küppers también destacaba por su voz como soprano soubrette en distintos musicales, e incluso lanzó varios LP. En 1967, recibió un premio por su destacada interpretación en estilo chanson.

### Vida personal y muerte
En 1965, Küppers se ciudadanizó como austríaca. Su primer matrimonio, con el también artista Georg Kreisler, dio vida a la también actriz y cantante Sandra Kreisler,  así como otro hijo. Se divorciaron en 1978.
Su segundo matrimonio fue con Carlos Springer, quien falleció en 2013. Ese mismo año, fue diagnosticada con cáncer de colon, el cual venció en 2014.
Topsy Küppers falleció en Austria el 14 de junio de 2025, a los noventa y tres años de edad.

## Discografía
- Frivolitäten, LP (1963)
- Gehn ma Tauben vergiften, with Georg Kreisler, LP (1964)
- Die heiße Viertelstunde, with Georg Kreisler, LP (1968)
- Der Tod, das muß ein Wiener sein, with Georg Kreisler, LP/CD (1969/1994)
- Anders als die andern, with Georg Kreisler, LP (1969)
- Heute Abend: Lola Blau, Musical für eine Frau und zwei Klaviere von Georg Kreisler, Doppel-LP/CD (1971/1997)
- Komm… 12 schicke Schlager, LP (1971)
- Immer wieder Widerstand, LP (1973)
- Das Ungeheuer Zärtlichkeit, LP/CD (1974/2001)
- Spiegelbilder, LP (1980)
- Anny macht Moneye,  (1987)
- Lieder nach Lust und Laune, LP (1989)
- Die Zunge der Kultur reicht weit. Lieder and text by Erich Kästner, CD (2007)
- Signale aus dem Jenseits, Gastrolle bei den drei ???, CD (2017)

## Filmografía seleccionada
- 1954: Guitars of Love
- 1955: Three Girls from the Rhine
- 1955: La Gondola (televisión)
- 1956: Die wilde Auguste
- 1956: Küß mich noch einmal
- 1956: Uns gefällt die Welt
- 1956: Hotel Allotria
- 1960: Der Liebesonkel
- 1961: Paganini (televisión)
- 1962: Gasparone (televisión)
- 1963: Berlin-Melodie (televisión)
- 1969: Ein Abend zu zweit (televisión)
- 1972: Außenseiter (televisión)